# Willem-Alexander Baan

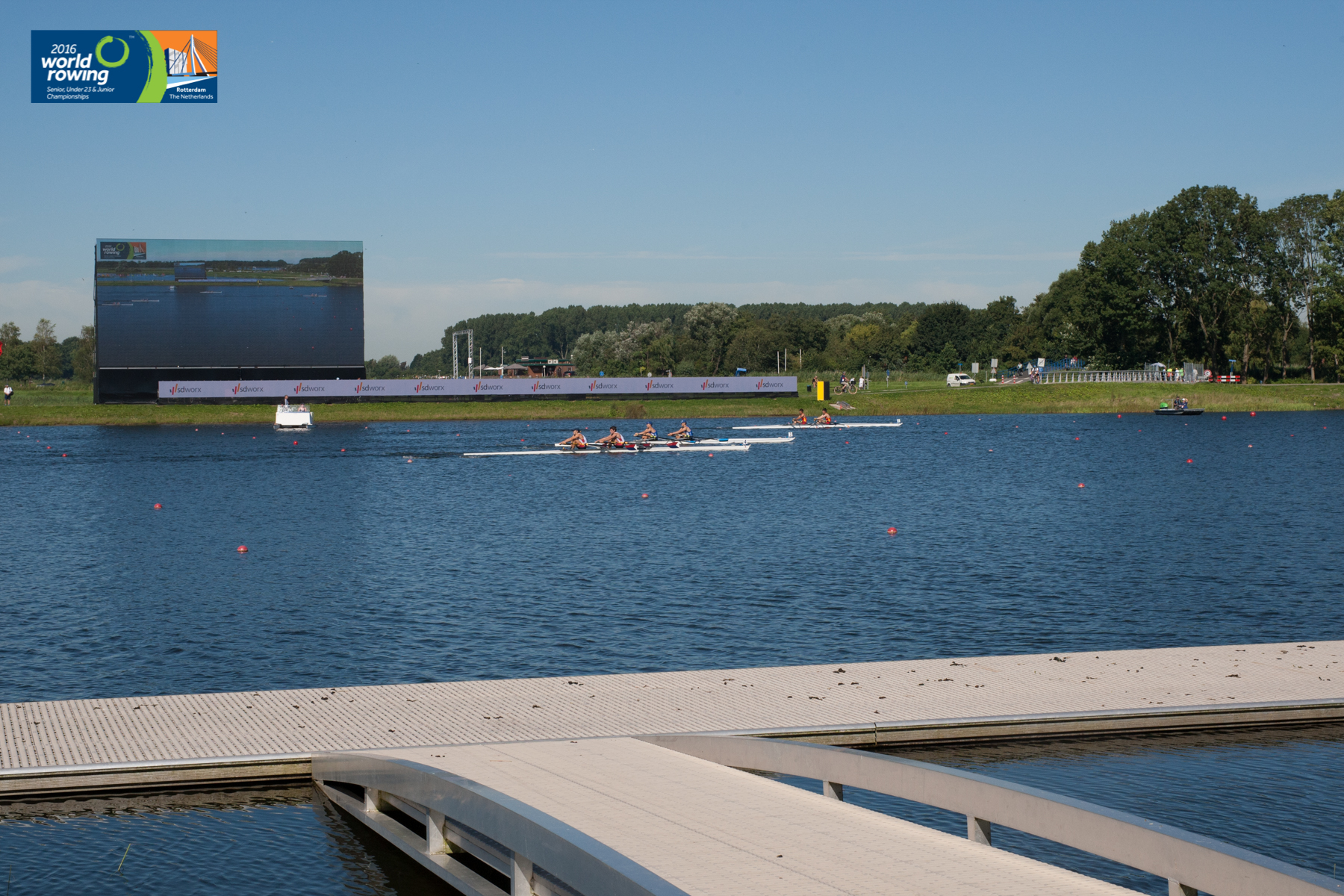
Willem-Alexander Baan tijdens het Wereldkampioenschappen roeien 2016

De Willem-Alexander Baan is een roeibaan die gelegen is in het recreatiegebied Rottemeren, in de Eendragtspolder bij Zevenhuizen. De situering is tussen de steden Rotterdam, Zoetermeer en Gouda in. De aanleg was gekoppeld aan de herinrichting van de Eendragtspolder die vooral ten doel had de waterbergingscapaciteit in het stroomgebied van de rivier de Rotte te vergroten. De baan werd op vrijdag 26 april 2013 officieel geopend door prins  Willem-Alexander, naar wie de roeifaciliteit genoemd is.

## Geschiedenis

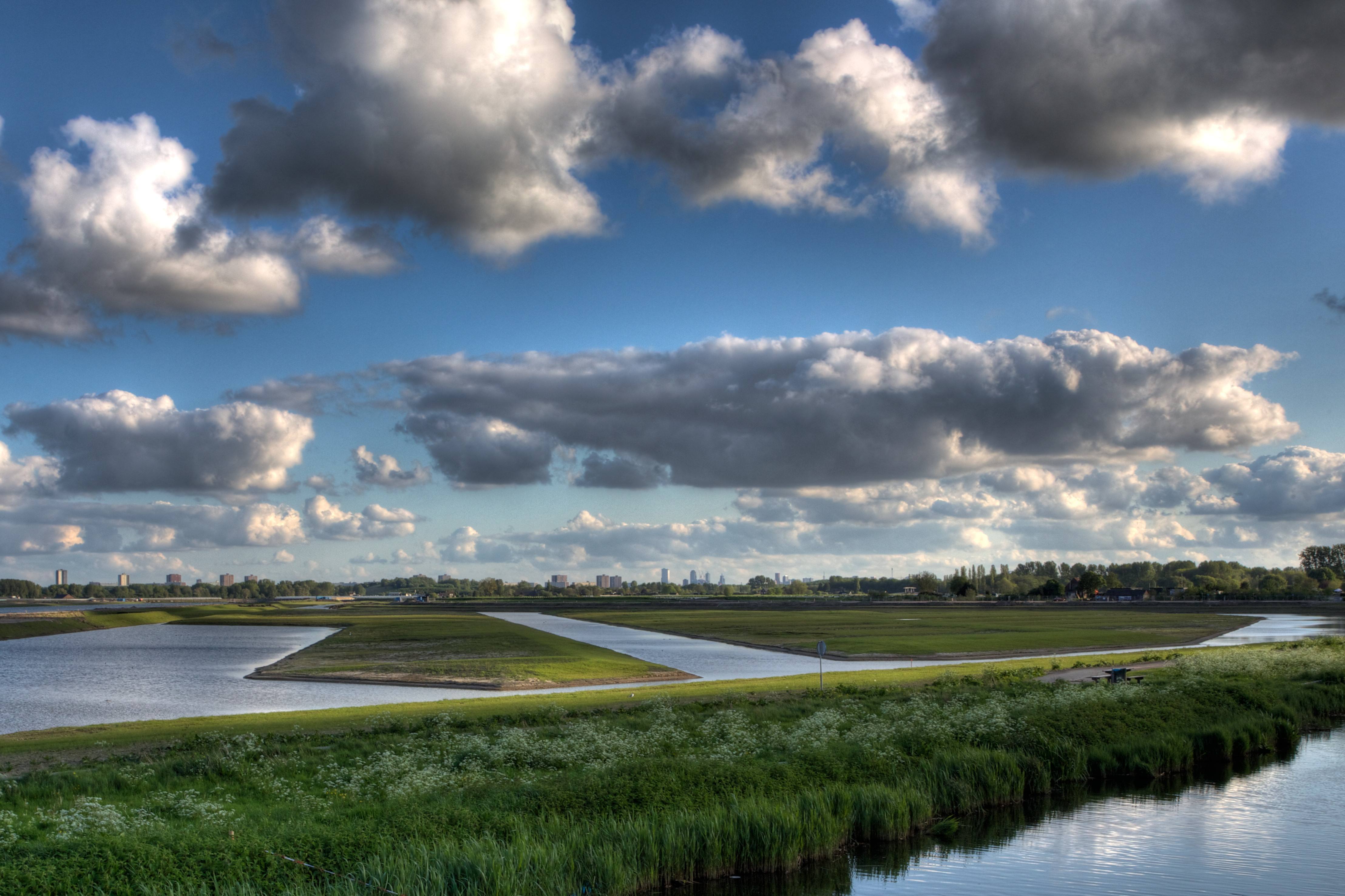
Willem-Alexander Baan in aanbouw

De plannen voor de baan dateren van 2002. Het daadwerkelijke graafwerk begon eind 2011 nadat de betrokken partijen het eens waren over de financiering en inrichting van het natuur- en recreatiegebied en waterberging in de Eendragtspolder. Betrokken waren het ministerie van Landbouw, Natuur en Voedselkwaliteit, gemeente Zevenhuizen-Moerkapelle, provincie Zuid-Holland, het recreatieschap Rottemeren en het hoogheemraadschap van Schieland en de Krimpenerwaard. De gemeente Rotterdam heeft de aanleg van de roeibaan betaald.

## Faciliteiten
De baan werd in overleg met  wereldroeibond FISA ontworpen naar de geldende eisen zodat er internationale wedstrijden gehouden kunnen worden. De Willem-Alexander Baan heeft negen banen en een warming-up- en cooling-downbaan. De lengte van de baan bedraagt 2200 meter, van startlijn tot finish is exact 2000 meter. Bij de 500, 1000, 1500 en 2000 meter bevindt zich een tijdmeethut. Gescheiden van de baan is een smallere parallelvaart aangelegd voor de motorboten van de kamprechters, die zich via dit water van finish naar start kunnen begeven. Bij de finish is het hoofdgebouw gesitueerd, dat naast faciliteiten voor sporters ook kantoorruimte bevat. De aangrenzende botenloods meet 30 x 60 meter.

## Gebruik
De Erasmussprints, gevaren over 1000 meter, was in september 2012 de eerste wedstrijd op de baan. In 2014 werd de baan gebruikt voor de Europese Studenten Spelen. Twee jaar later was de Willem-Alexander Baan het toneel van de Wereldkampioenschappen roeien 2016.
Het gebied in de Eendragtspolder is ook bestemd voor andere sporten zoals fietsen, hardlopen, skeeleren, kanoën en schaatsen.